# Szczejkowice
Szczejkowice is een dorp in de poolse Woiwodschap Silezië, in het district rybnicki. De plaats maakt deel uit van de landgemeente czerwionka-Leszczyny, de plaats ligt 10 kilometer ten zuiden van Czerwionka-Leszczyny, 10 kilometer ten oosten Rybnik en 29 kilometer ten zuidwesten van Katowice.

## Galerij

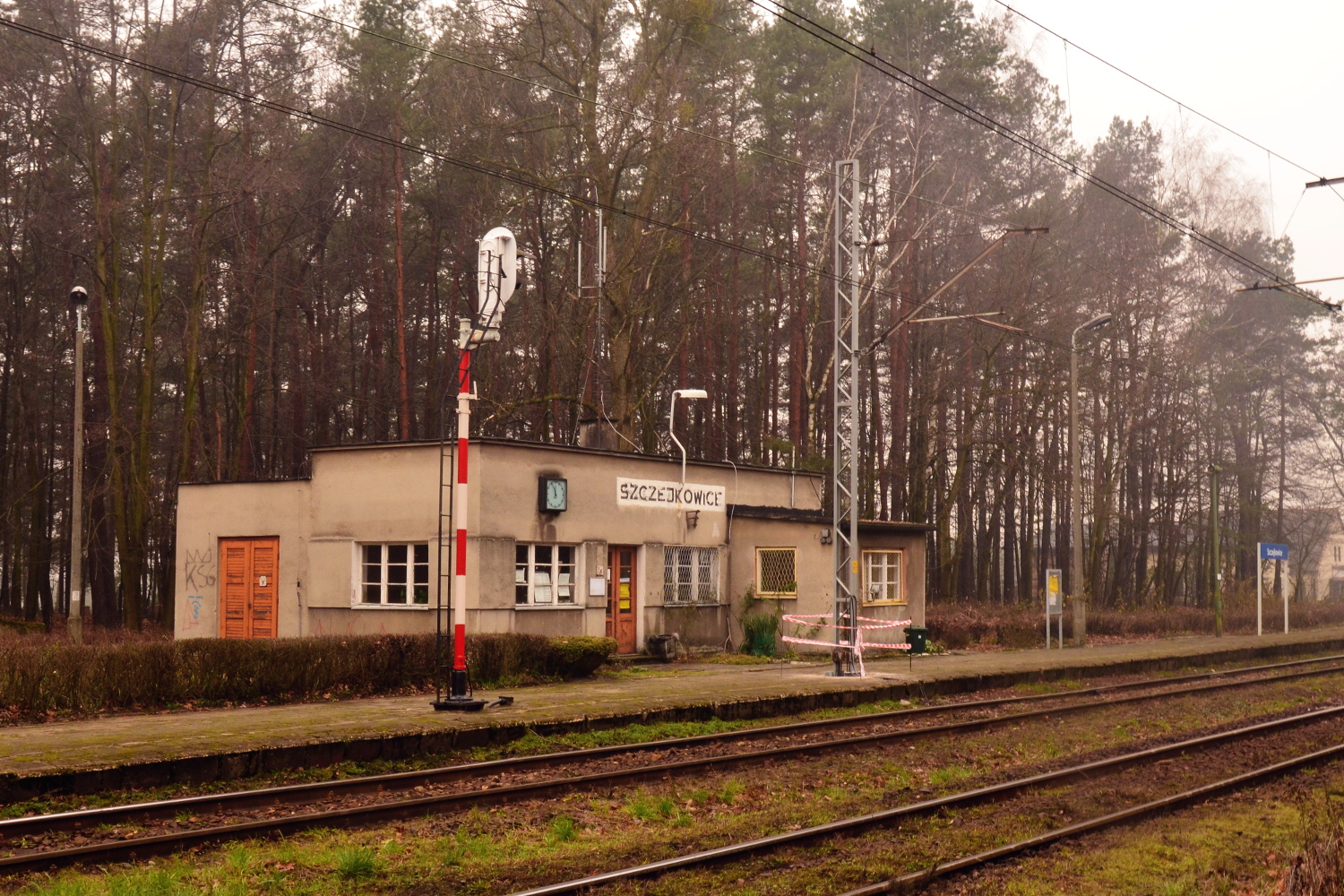
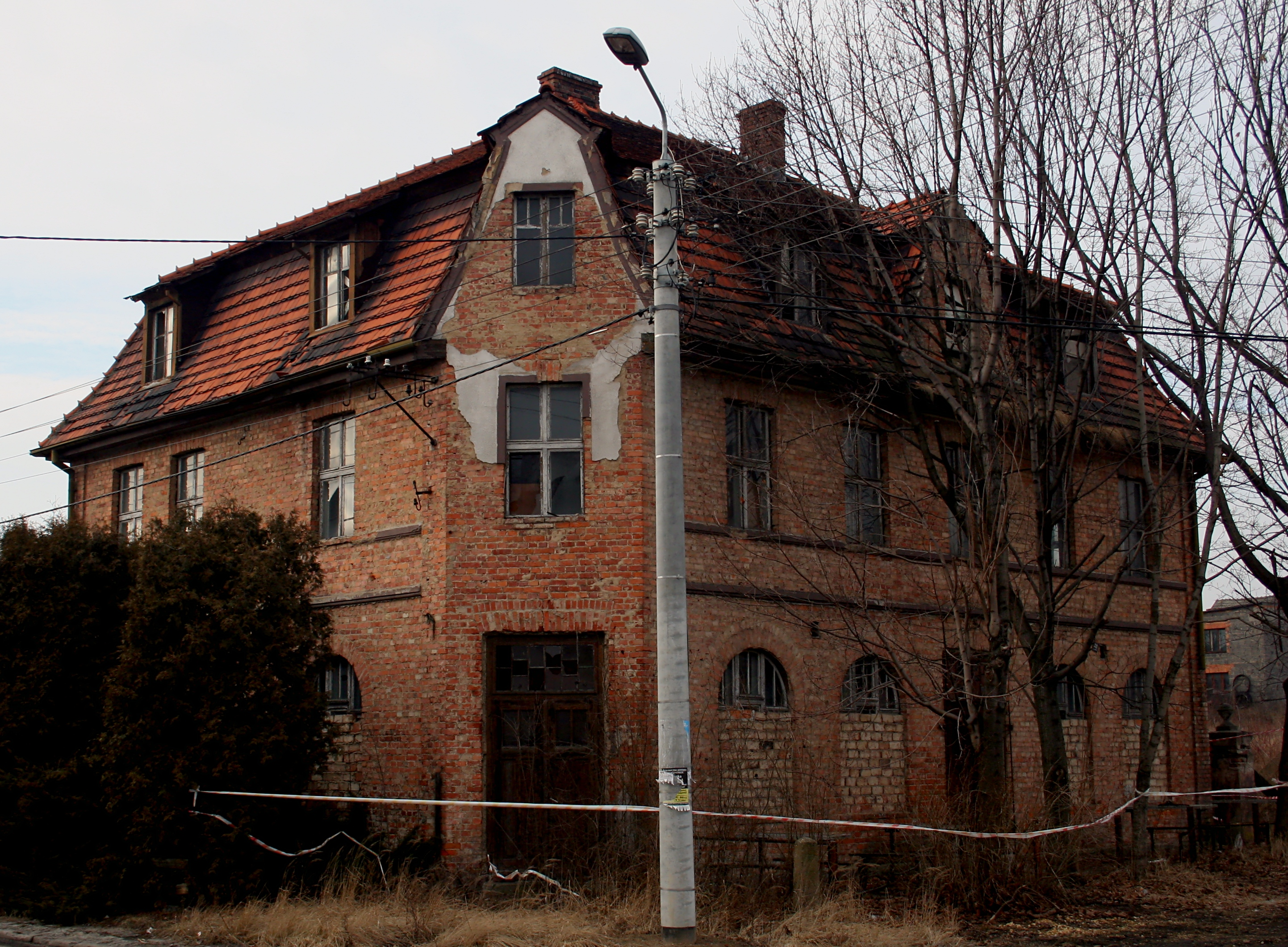
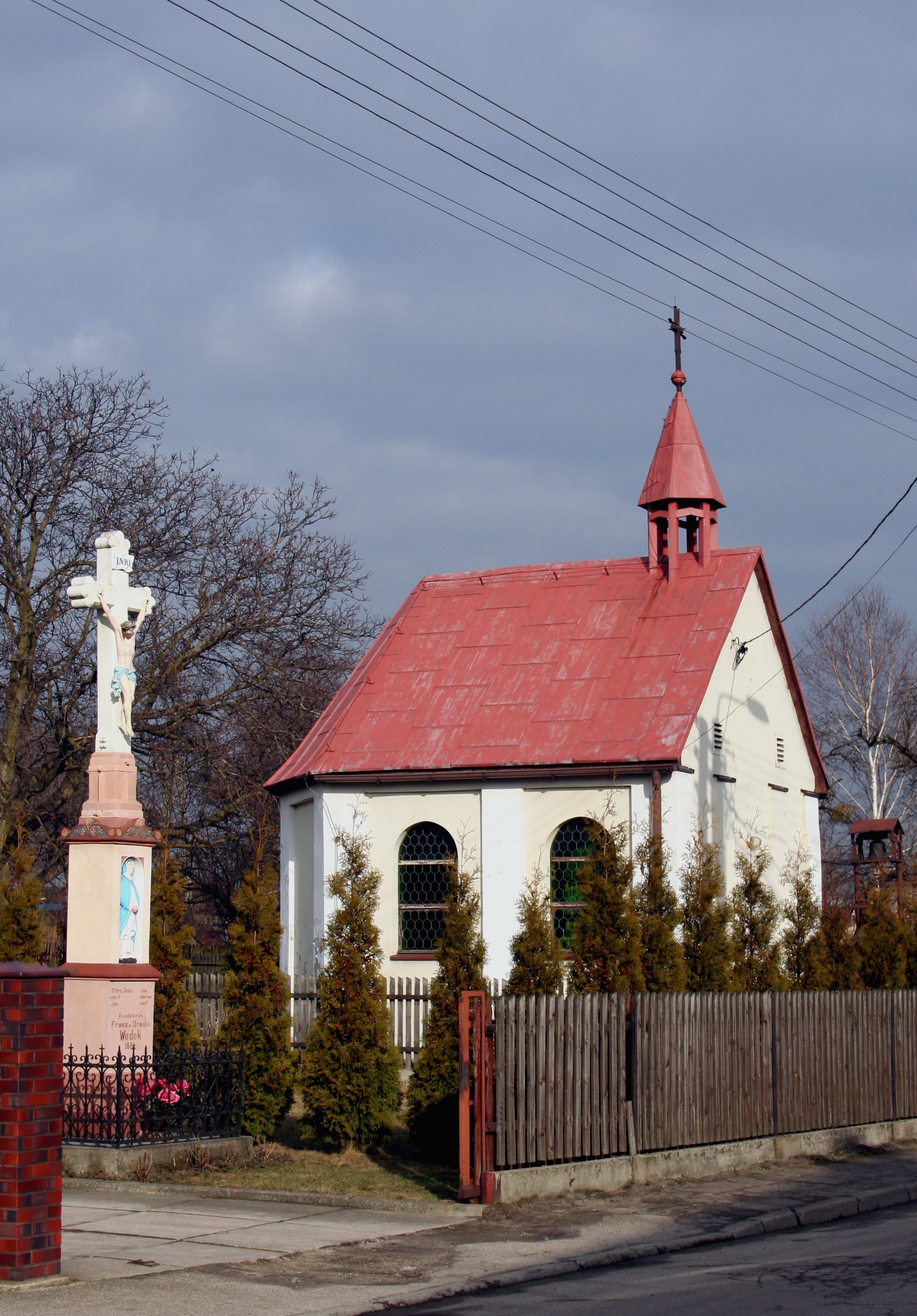